# Harbour of Tears
| 전문가 평가 | 전문가 평가 |
| 평가 점수   | 평가 점수   |
| 출처        | 점수        |
| ----------- | ----------- |
| Allmusic    | [ 1 ]       |

《Harbour of Tears》는 1996년 1월 15일에 발매된 영국의 프로그레시브 록 밴드 카멜의 열두 번째 스튜디오 음반이다. 어린 아이들이 더 나은 미래를 위해 미국으로 떠나면서 고통스럽게 헤어진 아일랜드 가족의 이야기를 다룬다.

## 배경
앤드루 래티머는 1980년대 중반부터 영국에서 이 음반을 작업해 왔으며 1990년대 초 캘리포니아주 마운틴뷰로 이사할 때까지도 《Dust and Dreams》가 마침내 나왔다. 이 기타리스트는 런던 집을 팔고 스튜디오와 거주지를 미국으로 옮기면서 자신의 음반사 카멜 프로덕션스에서 독립 음악가로 새로운 무대를 시작했다. 이 첫 번째 전달을 위해, 카멜은 그룹을 심포니 록 회로 내에서 현재로 되돌리는 심포니 및 개념적 사운드를 복구한다. 이 음반에는 그룹의 마지막 무대에서 활동한 음악가들과 샌프란시스코만 지역의 다른 음악가들도 포함되어 있다.

## 제목 및 가사
밴드의 보컬리스트이자 기타리스트인 앤드루 래티머는 그의 할머니 가족이 마지막으로 보았을 아일랜드가 코브 하버라는 것을 알게 되었다. 따라서 이 음반의 제목은 항구의 공통 별칭인 '눈물의 항구(Harbour of Tears)'로 정해졌다.

## 곡 목록
모든 곡들은 특별한 언급이 없는 한 앤드루 래티머와 수잔 후버에 의해 작사/작곡하였다.
| #   | 제목                                       | 작사·작곡 | 재생 시간 |
| --- | ------------------------------------------ | --------- | --------- |
| 1.  | 〈Irish Air (Traditional Gaelic)〉         |           | 0:57      |
| 2.  | 〈Irish Air (Instrumental Reprise)〉       | 래티머    | 1:57      |
| 3.  | 〈Harbour of Tears〉                       |           | 3:13      |
| 4.  | 〈Cóbh〉                                   | 래티머    | 0:51      |
| 5.  | 〈Send Home the Slates〉                   |           | 4:23      |
| 6.  | 〈Under the Moon〉                         | 래티머    | 1:16      |
| 7.  | 〈Watching the Bobbins〉                   |           | 7:14      |
| 8.  | 〈Generations〉                            | 래티머    | 1:02      |
| 9.  | 〈Eyes of Ireland〉                        |           | 3:09      |
| 10. | 〈Running from Paradise〉                  | 래티머    | 5:21      |
| 11. | 〈End of the Day〉                         |           | 2:29      |
| 12. | 〈Coming of Age〉                          | 래티머    | 7:22      |
| 13. | 〈The Hour Candle (A Song for My Father)〉 | 래티머    | 23:00     |

## 차트
| 파트 (1996년)              | 순위 |
| -------------------------- | ---- |
| 네덜란드 앨범 (메하하르츠) | 58위 |